# 三浦篤
三浦 篤（みうら あつし、1957年5月20日 - ）は、日本の美術史学者。國學院大學文学部哲学科教授。東京大学名誉教授。大原美術館館長。専門は西洋近代美術史、日仏美術交流史。

## 経歴
島根県大田市生まれ。1976年、島根県立大田高等学校 卒業。1981年、東京大学教養学部教養学科フランス分科卒業。1990年、東京大学大学院人文科学研究科美術史学専攻博士課程中退。パリ第4大学美術考古学研究所で西洋美術史を学び、1997年博士号取得。
1993年、東京大学教養学部助教授。2006年、東京大学大学院総合文化研究科教授。2023年、定年退職。同年4月、紫綬褒章受章。同年6月、東京大学名誉教授。同年7月に大原美術館第5代館長に就任した。

## 受賞・栄典
- 『近代芸術家の表象』でサントリー学芸賞を受賞（2007年）
- フランス共和国芸術文化勲章シュヴァリエを受章（2015年）[5]
- 『移り棲む美術』で和辻哲郎文化賞・第72回芸術選奨文部科学大臣賞を受賞（2021年）[6]
- 紫綬褒章を受章（2023年4月）[7]

## 著書
- 『まなざしのレッスン①　西洋伝統絵画』（東京大学出版会、2001）
- 『近代芸術家の表象 マネ、ファンタン＝ラトゥールと1860年代のフランス絵画』（東京大学出版会、2006）
- 『名画に隠された「二重の謎」』（小学館101ビジュアル新書、2012）
- 『まなざしのレッスン②　西洋近現代絵画』（東京大学出版会、2015）
- 『西洋絵画の歴史3　近代から現代へと続く問いかけ』（小学館101ビジュアル新書、2016、高階秀爾監修）
- 『エドゥアール・マネ　西洋絵画史の革命』（角川選書、2018）
- 『移り棲む美術　ジャポニスム、コラン、日本近代洋画』（名古屋大学出版会、2021）
- 『大人のための印象派講座』（新潮社、2024）

## 共編著
- 『西洋美術史ハンドブック』（高階秀爾共編、新書館、1997）
- 『ラファエル・コラン展図録』（西日本新聞社、1999）
- 『自画像の美術史』（東京大学出版会、2003）
- 『ヴィーナス・メタモルフォーシス 国立西洋美術館『ウルビーノのヴィーナス展』講演録』（三元社、2010）
  - 浦一章・芳賀京子・渡辺晋輔と共著
- 『往還の軌跡　日仏芸術交流の一五〇年』（三元社、2013）
- 『西洋美術の歴史7　19世紀‐近代美術の誕生、ロマン派から印象派へ』 （中央公論新社、2017）
  - 尾関幸・陳岡めぐみと共編著。全8巻、小佐野重利・小池寿子と編集委員

## 翻訳
- パスカル・ボナフ『ゴッホ』 渡部葉子共訳（中央公論社、1991）
- ジョン・リチャードソン『マネ』 田村義也共訳（西村書店、1999、新装版2012）
- ジョン・リウォルド『印象派の歴史』 坂上桂子共訳（角川学芸出版、2004／角川ソフィア文庫（上・下）、2019）
- ジェームズ・H.ルービン『クールベ　岩波世界の美術』（岩波書店、2004）
- ナタリー・エニック『ゴッホはなぜゴッホになったか－芸術の社会学的考察』（藤原書店、2005）
- エミール・ゾラ『ゾラ・セレクション9　美術論集』 藤原貞朗共訳（藤原書店、2010）